# District d'Aubonne
1798–2007
Entités précédentes :
- Bailliage d'Aubonne
- Bailliage de Morges
- Bailliage de Romainmôtier

Entités suivantes :
- District de Morges
- District de Nyon

Le district d'Aubonne est l'un des 19 anciens districts du canton de Vaud, disparu au 1er janvier 2008.

## Histoire
Tout d'abord seigneurie à partir du XIe siècle jusqu'en 1701, il devient un bailliage bernois jusqu'en 1798 où, à la suite de la proclamation de la République helvétique il devient un district du canton du Léman, puis du canton de Vaud après la chute de la république en 1803.
À la suite de la réforme territoriale qui entre en vigueur en 2008, le district est supprimé et les communes rejoignent le district de Morges, à l'exception de Longirod, Marchissy et Saint-George qui rejoignent le district de Nyon. 

## Communes
- Cercle d'Aubonne
  - Aubonne
  - Bougy-Villars
  - Féchy
  - Saint-Livres

- Cercle de Ballens
  - Apples
  - Ballens
  - Berolle
  - Bière
  - Mollens (VD)

- Cercle de Gimel
  - Gimel
  - Longirod
  - Marchissy
  - Montherod
  - Pizy
  - Saint-George
  - Saint-Oyens
  - Saubraz